# Academia de Geografía e Historia de Guatemala
La Academia de Geografía e Historia de Guatemala es una entidad cultural y científica de Guatemala que fue fundada en mayo de 1923. Antes se le conoció bajo el nombre de “Sociedad de Geografía e Historia”. En 1979, cambió su nombre por el que se le conoce ahora. Entre sus fines se puede mencionar brevemente: la investigación y la divulgación de estudios geográficos e históricos de Guatemala y Centroamérica.  La Academia de Geografía e Historia posee más de 50 miembros académicos los cuales publican en la revista Anales de la Academia de Geografía e Historia de Guatemala – revista científica más antigua del país.

## Breve historia de la institución
En 1923, se fundó la “Sociedad de Geografía e Historia de Guatemala”. Sus precursores fueron Antonio Batres Jáuregui, Adrián Recinos, Virgilio Rodríguez Beteta, José Antonio Villacorta Calderón,Ing. Claudio Urrutia, Ernesto Rivas, Fernando Cruz, Juan Arzú Batres, Félix Castellanos B., José Matos, José Víctor Mejía De León, Carlos Wyld Ospina, José Castañeda  y Rafael E. Monroy.  Muchos de los fundadores fueron estudiantes y catedráticos descatados de la Universidad Nacional de Guatemala.
La inauguración de dicha Sociedad se realizó en el Palacio Centenario. En agosto de ese mismo año, el gobierno de la República de Guatemala reconoció la personalidad jurídica de la Sociedad. Uno de los fundadores dijo que muy poco se había realizado para honrar el pasado de Guatemala y que, además, era una maldición del país no saber sobre su propia historia. El general Lázaro Chacón donó un solar ubicado en la 3a. avenida, 8-35, zona 1 –lugar en que ha permanecido desde entonces, solo que con cambios en la fachada a través de los años-.  Posee una colección de arte con pinturas y muebles que proceden de la Sociedad Económica de Amigos del País – la cual funcionó de forma intermitente desde el siglo xviii hasta el siglo xix. Hay una sala de lectura, depósitos de libros y oficinas administrativas.
En 1979, se cambió el nombre por el de Academia de Geografía e Historia de Guatemala. La organización puede tener hasta 50 académicos de número y, además, miembros correspondientes y académicos honorarios. Publica la revista Anales de la Academia de Geografía e Historia de Guatemala, la colección “Biblioteca Goathemala”; y las series “Publicaciones Especiales” y “Viajeros”. Posee una biblioteca especializada y un archivo histórico fotográfico, así como una colección de piezas artísticas y documentales. Para reconocer el trabajo de sus académicos creó la Medalla al mérito.

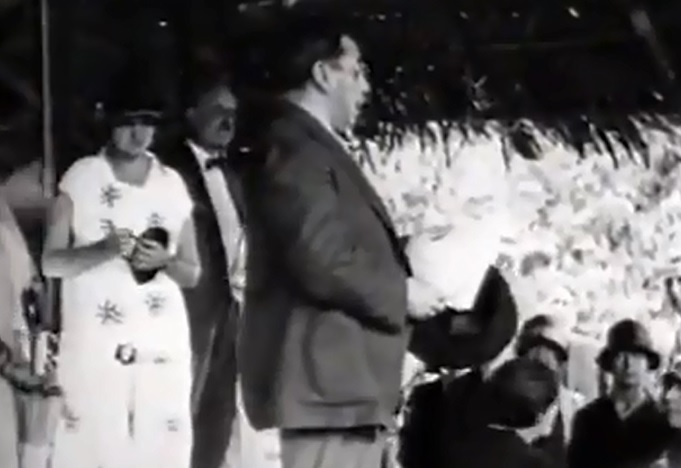
Lic. José Villacorta, miembro fundador de la Sociedad de Geografía e Historia, dirigiéndose a los visitantes de Quiriguá en la década de 1920.

En 1995, el Consejo Nacional para la Protección de La Antigua Guatemala le otorgó la Orden Diego de Porres en Grado de Gran Venera por sus altos méritos y estudios científicos desarrollados en función del conocimiento, conservación y protección de la ciudad de La Antigua Guatemala. En el año del 2001, le fue otorgada la Orden Presidencial del Patrimonio Cultural de Guatemala y en 2005, el Ministerio de Cultura y Deportes declaró a la Academia de Geografía e Historia de Guatemala Patrimonio Cultural de la Nación por su valor histórico y cultural, y por su valioso acervo documental.

## Organización institucional
Dentro de la estructura de la organización hay: académicos numerarios, correspondientes y honorarios. Los primeros son electos en Asamblea General – ellos ingresan de forma permanente porque han cumplido los requisitos de los estatutos. Se escogen investigadores y maestros universitarios de las universidades de Guatemala. 
Para la toma de decisiones existe la Asamblea General y la Junta Directiva. La primera la conforman los numerarios y es el órgano supremo de la entidad. Sus funciones son: elegir académicos numerarios, correspondientes y honorarios. Otorga distinciones, elige Junta Directiva además de comisiones. La Junta Directiva, por otro lado, está conformada por un Presidente, un Vicepresidente, tres vocales, dos secretarios y un tesorero.

## Revista
La revista “Anales de la Academia de Geografía e Historia de Guatemala" surge como consecuencia de los fines de la institución. Lleva más de 98 años publicando; por lo tanto, es la revista científica especializada más antigua de Guatemala. Se dice que es la herramienta más dinámica de la institución. Se han publicado 98 tomos que implican una recopilación de bibliografía guatemalteca. Posee más de 2 800 artículos.

## Biblioteca “Goathemala”
En 1929, se funda la Biblioteca Goathemala. Es la colección en la que se han reunido los textos de historiadores y cronistas más importantes de la época colonial. Algunos textos son de fray Francisco Ximénez, O.P., fray Antonio de Remesal, Francisco Antonio de Fuentes y Guzmán, Bernal Díaz del Castillo, y Juan de Sotomayor. 
Dentro de la Academia de Geografía e Historia existen publicaciones bajo el rubro de “especiales”; éstas son 52 obras específicas: entre ellas se pueden mencionar a las siguientes: 
- “La Tragedia de la Embajada de España en Guatemala, 31 de enero de 1980” por Jorge Luján Muñoz,
- “Los Negritos de Rabinal y el Juego del Tun” por Carroll Marce, entre otras.[2]

## Académicos Numerarios
- Jorge Mario García Laguardia
- Dieter Lehnhoff
- Jorge Luján Muñoz
- Carlos Alfonso Álvarez-Lobos Villatoro
- Carlos Navarrete Cáceres
- María Cristina Zilbermann de Luján
- Ana María Urruela de Quezada
- Federico Fahsen Ortega
- Siang Aguado de Seidner
- Guillermo Díaz Romeu
- Regina Wagner Henn
- Guillermo Mata Amado
- Juan José Falla Sánchez
- Linda María Asturias de Barrios
- Oswaldo Chinchilla Mazariegos
- Bárbara Arroyo López
- Barbara Knoke de Arathoon
- René Johnston Aguilar
- Rodolfo Mac Donald Kanter
- Edgar Salvador Gutiérrez Mendoza
- Ricardo Bendaña Perdomo
- Miguel von Hoegen
- Francisco Pérez de Antón
- Miguel Francisco Torres Rubín
- José Molina Calderón
- José Edgardo Cal Montoya
- Oscar Gerardo Ramírez Samayoa
- Jorge Antonio Ortega Gaytán
- Héctor Leonel Escobedo Ayala
- Coralia Anchisi de Rodríguez
- Edgar Fernely Chután Alvarado
- Edgar Humberto Carpio Rezzio
- Tomás José Barrientos Quezada
- Guillermo Antonio Aguirre García
- María del Carmen Muñoz Paz
- Juan Carlos Pérez Calderón
- Alejandro Conde Roche
- Johann Estuardo Melchor Toledo
- Marco Antonio To Quiñónez
- Margarita Cossich Vielman
- Mauricio Garita Gutiérrez
- Francisco Roberto Gutiérrez Martínez
- José Zaporta Pallarés, O. de M.
- Moisés Oswaldo Dardón Prado
- Víctor Castillo Aguilar